# Elecciones estatales de Nuevo León de 2009
Las elecciones estatales de Nuevo León de 2009 se llevó a cabo el domingo 5 de julio de 2009, simultáneamente con las Elecciones federales y en ellas renovaron los cargos de elección popular en el estado mexicano de Nuevo León:
- Gobernador de Nuevo León: Titular del Poder Ejecutivo y del Estado, electo para un periodo de 6 años no reelegibles en ningún caso. El candidato electo fue Rodrigo Medina de la Cruz.
- 42 diputados estatales: 26 elegidos de manera directa por distritos electorales, de los cuales 14 los ganó el PRI y 12 el PAN; y 16 elegidos por un sistema de listas bajo el principio de representación proporcional.
- 51 ayuntamientos: Se eligieron Presidentes Municipales en los 51 Ayuntamientos de los cuales 30 los ganó el PRI, 20 el PAN, 2 el PANAL y 1 Convergencia.

## Elecciones
El 5 de julio de 2009 se llevaron a cabo elecciones estatales organizadas por la CEE (Comisión Estatal Electoral) se llevaron a cabo en todo el estado para elegir 1 Gobernador que representará al estado por un periodo de 6 años, 51 alcaldes que representaran a cada municipio por un periodo de 3 años y renovar el Congreso Estatal del Estado de Nuevo León que se eligen diputados estatales en los 26 distritos electorales estatales, y también participó en las elecciones federales organizadas por el IFE para la renovación de la Cámara de Diputados en los 12 distritos electorales federales.

### Elecciones municipales
En los 51 municipios del Estado de Nuevo León se llevaron a cabo elecciones para elegir presidentes municipales o alcaldes. En estas elecciones participaron el PRI, PVEM, PAN, PRD, PT, Convergencia, PSD y el PANAL. 
 En estas elecciones se presentaron Coaliciones como:
- Juntos por Nuevo León, integrada por el PRI, PVEM, Partido Demócrata y Cruzada Ciudadana.
- Porque Juntos Llegaremos, integrada por el PRD y el PSD. Esta coalición solo se presentó en el Municipio de Montemorelos.

|  | 10.3 % |

|  | 42.8 % |

|  | 34.7 % |

|  | 2.1 % |

|  | 3.1 % |

|  | 5.2 % |

|  | 1.8 % |

|  | 100.00 % |

|  | 76.9 % |

|  | 48.2 % |

|  | 50.7 % |

|  | 1.1 % |

|  | 100.00 % |

|  | 67.5 % |

|  | 48 % |

|  | 49.4 % |

|  | 0.1 % |

|  | 1.4 % |

|  | 1.1 % |

|  | 100.00 % |

|  | 61.1 % |

|  | 34.5 % |

|  | 58.4 % |

|  | 2.9 % |

|  | 2.3 % |

|  | 1.8 % |

|  | 100.00 % |

|  | 56.1 % |

|  | 61 % |

|  | 35.7 % |

|  | 0.3 % |

|  | 0.4 % |

|  | 1.2 % |

|  | 1.4 % |

|  | 100.00 % |

|  | 64.7 % |

|  | 33.4 % |

|  | 59 % |

|  | 1.4 % |

|  | 1.4 % |

|  | 2.7 % |

|  | 2.2 % |

|  | 100.00 % |

|  | 50.1 % |

|  | 45.1 % |

|  | 50.8 % |

|  | 0.3 % |

|  | 0.3 % |

|  | 0.8 % |

|  | 2.6 % |

|  | 100.00 % |

|  | 80.7 % |

|  | 46.4 % |

|  | 44.9 % |

|  | 8.1 % |

|  | 0.5 % |

|  | 100.00 % |

|  | 80.6 % |

|  | 38.5 % |

|  | 47.7 % |

|  | 0.9 % |

|  | 1.1 % |

|  | 0.6 % |

|  | 6.5 % |

|  | 4.7 % |

|  | 100.00 % |

|  | 53.1 % |

|  | 26.9 % |

|  | 31.9 % |

|  | 26.9 % |

|  | 6 % |

|  | 6.7 % |

|  | 1.6 % |

|  | 100.00 % |

|  | 72.4 % |

|  | 42.5 % |

|  | 48.8 % |

|  | 1.2 % |

|  | 5.4 % |

|  | 2.1 % |

|  | 100.00 % |

|  | 59.6 % |

|  | 27.6 % |

|  | 22.4 % |

|  | 2.5 % |

|  | 9.8 % |

|  | 33.5 % |

|  | 2 % |

|  | 2.2 % |

|  | 100.00 % |

|  | 60.1 % |

|  | 16.4 % |

|  | 36.5 % |

|  | 34.4 % |

|  | 1.2 % |

|  | 5.4 % |

|  | 2.1 % |

|  | 100.00 % |

|  | 62.7 % |

|  | 52.5 % |

|  | 40.6 % |

|  | 0.5 % |

|  | 1.1 % |

|  | 1.6 % |

|  | 3.8 % |

|  | 100.00 % |

|  | 68.1 % |

|  | 55.1 % |

|  | 42.4 % |

|  | 2.5 % |

|  | 100.00 % |

|  | 67.2 % |

|  | 29 % |

|  | 36.5 % |

|  | 25.3 % |

|  | 7.1 % |

|  | 2 % |

|  | 100.00 % |

|  | 72.7 % |

|  | 39.8 % |

|  | 47 % |

|  | 0.8 % |

|  | 1.4 % |

|  | 2.5 % |

|  | 4.4 % |

|  | 4 % |

|  | 100.00 % |

|  | 64.7 % |

|  | 35.5 % |

|  | 46.2 % |

|  | 12.5 % |

|  | 2.3 % |

|  | 0.4 % |

|  | 3.2 % |

|  | 100.00 % |

|  | 57.3 % |

|  | 46.6 % |

|  | 26.7 % |

|  | 0.5 % |

|  | 0.5 % |

|  | 0.3 % |

|  | 23.3 % |

|  | 2.1 % |

|  | 100.00 % |

|  | 60.6 % |

|  | 50.3 % |

|  | 49 % |

|  | 0.7 % |

|  | 100.00 % |

|  | 62.3 % |

|  | 30.5 % |

|  | 60.6 % |

|  | 1.5 % |

|  | 1.4 % |

|  | 0.4 % |

|  | 3.2 % |

|  | 2.4 % |

|  | 100.00 % |

|  | 47.1 % |

|  | 25.7 % |

|  | 58.4 % |

|  | 2.7 % |

|  | 10.6 % |

|  | 2.5 % |

|  | 100.00 % |

|  | 53.7 % |

|  | 25.7 % |

|  | 36.8 % |

|  | 35.8 % |

|  | 1.7 % |

|  | 100.00 % |

|  | 64.9 % |

|  | 17.3 % |

|  | 63.4 % |

|  | 10.2 % |

|  | 6.2 % |

|  | 2.9 % |

|  | 100.00 % |

|  | 70.4 % |

|  | 26.7 % |

|  | 44.7 % |

|  | 27.2 % |

|  | 1.4 % |

|  | 100.00 % |

|  | 59.8 % |

|  | 31.3 % |

|  | 61.1 % |

|  | 0.9 % |

|  | 1.7 % |

|  | 0.2 % |

|  | 0.3 % |

|  | 2 % |

|  | 2.6 % |

|  | 100.00 % |

|  | 53.3 % |

|  | 6.3 % |

|  | 42.2 % |

|  | 49.2 % |

|  | 2.3 % |

|  | 100.00 % |

|  | 69.9 % |

|  | 27 % |

|  | 24.6 % |

|  | 13.8 % |

|  | 7.4 % |

|  | 17.9 % |

|  | 7.1 % |

|  | 2.2 % |

|  | 100.00 % |

|  | 69.5 % |

|  | 16.9 % |

|  | 47.1 % |

|  | 34.4 % |

|  | 1.7 % |

|  | 100.00 % |

|  | 82.7 % |

|  | 42.9 % |

|  | 46.1 % |

|  | 0.7 % |

|  | 8.8 % |

|  | 1.5 % |

|  | 100.00 % |

|  | 68.2 % |

|  | 8.1 % |

|  | 46.5 % |

|  | 39.3 % |

|  | 0.7 % |

|  | 5.5 % |

|  | 100.00 % |

|  | 87 % |

|  | 36.4 % |

|  | 54.8 % |

|  | 1.9 % |

|  | 1.4 % |

|  | 0.3 % |

|  | 3.3 % |

|  | 2 % |

|  | 100.00 % |

|  | 46.9 % |

|  | 38.1 % |

|  | 35.5 % |

|  | 0.4 % |

|  | 0.4 % |

|  | 24 % |

|  | 1.6 % |

|  | 100.00 % |

|  | 69.2 % |

|  | 26.1 % |

|  | 36.7 % |

|  | 1.9 % |

|  | 0.8 % |

|  | 31.8 % |

|  | 2.8 % |

|  | 100.00 % |

|  | 54.9 % |

|  | 44.1 % |

|  | 42.5 % |

|  | 10.7 % |

|  | 1.7 % |

|  | 1.1 % |

|  | 100.00 % |

|  | 67.6 % |

|  | 18 % |

|  | 39.9 % |

|  | 40.9 % |

|  | 1.2 % |

|  | 100.00 % |

|  | 70.9 % |

|  | 48.6 % |

|  | 49 % |

|  | 1.9 % |

|  | 0.8 % |

|  | 31.8 % |

|  | 1.4 % |

|  | 100.00 % |

|  | 70.7 % |

|  | 5.9 % |

|  | 36.5 % |

|  | 3.1 % |

|  | 25.9 % |

|  | 24.4 % |

|  | 4.2 % |

|  | 100.00 % |

|  | 78.9 % |

|  | 35.5 % |

|  | 41.6 % |

|  | 12.2 % |

|  | 2.6 % |

|  | 12.2 % |

|  | 5.3 % |

|  | 2.9 % |

|  | 100.00 % |

|  | 53.2 % |

|  | 53.7 % |

|  | 39.8 % |

|  | 1.7 % |

|  | 0.4 % |

|  | 0.3 % |

|  | 1.3 % |

|  | 2.9 % |

|  | 100.00 % |

|  | 55.1 % |

|  | 6.8 % |

|  | 44.9 % |

|  | 2.8 % |

|  | 43.4 % |

|  | 2.1 % |

|  | 100.00 % |

|  | 84 % |

|  | 35.1 % |

|  | 44.5 % |

|  | 7.3 % |

|  | 0.5 % |

|  | 10.7 % |

|  | 1.9 % |

|  | 100.00 % |

|  | 66.7 % |

|  | 50 % |

|  | 48 % |

|  | 0.4 % |

|  | 1.7 % |

|  | 100.00 % |

|  | 57.9 % |

|  | 33.6 % |

|  | 32.4 % |

|  | 32 % |

|  | 2 % |

|  | 100.00 % |

|  | 83.5 % |

|  | 32.8 % |

|  | 59.7 % |

|  | 0.3 % |

|  | 3.1 % |

|  | 2.4 % |

|  | 1.7 % |

|  | 100.00 % |

|  | 61.4 % |

|  | 43.9 % |

|  | 46 % |

|  | 0.8 % |

|  | 4.6 % |

|  | 2.2 % |

|  | 2.7 % |

|  | 100.00 % |

|  | 60.8 % |

|  | 64.4 % |

|  | 27.5 % |

|  | 1.4 % |

|  | 1.2 % |

|  | 0.5 % |

|  | 2.2 % |

|  | 2.4 % |

|  | 100.00 % |

|  | 55.7 % |

|  | 41.4 % |

|  | 40.7 % |

|  | 2.3 % |

|  | 1.3 % |

|  | 0.6 % |

|  | 1 % |

|  | 6.6 % |

|  | 6.2 % |

|  | 100.00 % |

|  | 50 % |

|  | 45.9 % |

|  | 41.9 % |

|  | 0.3 % |

|  | 4.1 % |

|  | 5 % |

|  | 2.8 % |

|  | 100.00 % |

|  | 61.7 % |

|  | 27.4 % |

|  | 68.8 % |

|  | 1.8 % |

|  | 2 % |

|  | 100.00 % |

|  | 69.7 % |

|  | 26.3 % |

|  | 29.6 % |

|  | 22.6 % |

|  | 19.1 % |

|  | 2.4 % |

|  | 100.00 % |

|  | 72.7 % |

|  | 29.41 % |

|  | 64.70 % |

|  | 1.96 % |

|  | 3.93 % |

|  | 100.00 % |

|  | 54.52 % |

### Diputaciones
|                                                  | Partido Acción Nacional                                                                                             | 12 |
|                                                  | Partido Revolucionario Institucional Partido Verde Ecologista de México Partido Cruzada Ciudadana Partido Demócrata | 1  |
|                                                  | Partido Revolucionario Institucional Partido Verde Ecologista de México Partido Demócrata                           | 1  |
|                                                  | Partido Revolucionario Institucional                                                                                | 14 |
|                                                  | Partido de la Revolución Democrática                                                                                | 0  |
|                                                  | Partido del Trabajo                                                                                                 | 0  |
|                                                  | Partido Verde Ecologista de México                                                                                  | 0  |
|                                                  | Convergencia | 0  |
|                                                  | Nueva Alianza | 0  |
|                                                  | Partido Socialdemócrata                                                                                             | 0  |
| Fuente: Consejo Estatal Electoral de Nuevo León. | |    |

## Encuestas preelectorales
| Encuestadora | Fuente | Fecha               | Elizondo | Medina | Zamarripa | Beltran | Villarreal | Otros | NS/NC |
| ------------ | ------ | ------------------- | -------- | ------ | --------- | ------- | ---------- | ----- | ----- |
| El Universal | [ 4 ]  | 28 de abril de 2009 | 47.0     | 49.0   | 2.0       | 2.0     |            |       |       |

## Elecciones internas de los partidos políticos

### Partido Acción Nacional
El Diputado al Congreso de Nuevo León, Fernando Larrazábal Bretón fue el primer panista en manifestar públicamente su interés en ser candidato a gobernador, posteriormente Larrazábal junto con otros tres aspirantes a la candidatura, el senador y exgobernador Fernando Elizondo Barragán, el alcalde de San Pedro Garza García, Fernando Margáin Berlanga y el alcalde de Monterrey, Adalberto Madero, establecieron una mesa de diálogo para según sus propias declaraciones privilegiar el diálogo, la unidad y la transparencia en la elección del candidato, con lo cual prácticamente se dio inicio al proceso de elección en el PAN.
El 30 de octubre de 2008 el senador Fernando Elizondo Barragán solicitó licencia como senador a partir del 4 de noviembre para dedicarse a sus actividades proselitistas, y el 7 de diciembre, Fernando Larrazábal Bretón hizo lo propio como diputado al Congreso de Nuevo León a partir de ese mismo día.
El 3 de febrero de 2009 el Comité Ejecutivo Nacional de PAN eligió por unanimidad a Fernando Elizondo Barragán como candidato a Gobernador de Nuevo León.

### Partido Revolucionario Institucional
El primer pronunciamento de intención para obtener la candidatura del PRI a Gobernador de Nuevo León ocurrió el 24 de junio de 2007 y fue hecha por el diputado federal Juan Francisco Rivera Bedoya, a Rivera Bedoya se sumó el 15 de marzo de 2008 la alcaldesa de Guadalupe, Cristina Díaz Salazar, quien de la misma manera manifestó su disponibilidad a buscar ser candidata.
El 21 de julio el Secretario General de Gobierno, Rodrigo Medina de la Cruz, aceptó también sus intenciones de buscar la candidatura, Abel Guerra Garza es otro precandidato de los más fuertes dentro del PRI, fue candidato a presidente municipal de Monterrey en el 2006, no obteniendo el triunfo. Otro de los Fuertes Precandidatos es Benjamín Clariond, quien ya fue alcalde de Monterrey y gobernador interino, además es primo de Fernando Canales Clariond.[cita requerida] El 4 de agosto el siguiente destape correspondió al senador Eloy Cantú Segovia, quien manifestó que ha recibido respaldo de diversos sectores para ser candidato. El 18 de noviembre, Juan Francisco Rivera Bedoya confirmó sus aspiraciones a participar en el proceso si la elección del candidato es por consulta abierta a las bases.
El 11 de diciembre de 2008 el PRI oficialmente definió que el método para elegir a su candidato a Gobernador será el de la consulta abierta a la base, y tras ser pospuesta en varias ocasiones, la convocatoria oficial para la elección del candidato a gobernador se publicó el 24 de enero de 2009, en ella se estipula que el método será la consulta abierta el día 15 de marzo, siendo el registro de los aspirantes el 4 de febrero.

### Partido de la Revolución Democrática
El 7 de marzo de 2009 el Consejo estatal del PRD eligió como su candidato a la gubernatura a Mario Fernández Quiroga, que sin embargo, alegando "diferencias con militates", renunció a la postulación el 16 de marzo. Como consecuencia, el 1 de abril la comisión política nacional del PRD postuló a Martha Zamarripa García como candidata a Gobernadora de Nuevo León, siendo registrada el 5 de abril ante las autoridades electorales del estado.

### Partido del Trabajo
Inicialmente, el PT había anunciado su inclusión en la coalición "Juntos por Nuevo León", junto al PRI, el PVEM y dos partidos de registro local para postular al priista Rodrigo Medina de la Cruz, sin embargo, ante las críticas por su alianza con el PRI, principalmente provenientes de Andrés Manuel López Obrador, oficialmente el 22 de marzo de 2009 el PT rompió dicha alianza. Finalmente, el PT no postulo candidato para favorecer a Rodrigo Medina.

### Nueva Alianza
Tras iniciales acercamentel con las dirigencias estatales tanto del Partido Acción Nacional como del Partido Revolucionario Institucional, hacia la posibilidad de formar una coalición; Nueva Alianza decidió postular a Guillermo Beltrán Pérez como su candidato a Gobernador del Estado de Nuevo León, regristrándolo el 1 de abril de 2009 ante la Comisión Estatal Electoral de Nuevo León.

### Partido Socialdemócrata
El 17 de febrero de 2009 el Partido Socialdemócrata registró como su precandidato a la gubernatura a Ernesto Villarreal Landeros.